# Mohamed Mbougar Sarr
Mohamed Mbougar Sarr (20. června 1990 Dakar) je senegalský prozaik. Pochází z etnika Sererů a píše francouzsky.
Je synem lékaře, studoval vojenskou školu v Saint-Louis a pak odešel do Paříže, kde navštěvoval École des hautes études en sciences sociales, svoji absolventskou práci však nedokončil a zaměřil se na literární činnost.
Jeho první román Terre ceinte se zabývá šířením islámského radikalismu v Africe a obdržel Cenu Ahmadou Kouroumy. V další knize Silence du chœur popisuje Mbougar Sarr osudy migrantů překračujících Středozemní moře. Velké diskuse vyvolalo jeho další dílo De purs hommes, kde se zabývá postavením homosexuálů v senegalské společnosti. V knize La plus secrète mémoire des hommes se autor inspiroval osudy malijského spisovatele Yambo Ouologuema a zamýšlí se nad faktory, které ovlivňují cestu literárního díla ke čtenářům. Je také spoluautorem manifestu Politisez-vous!, vyzývajícího k řešení politické krize v Senegalu.
V roce 2017 byl oceněn za literaturu na Frankofonních hrách. Za román La plus secrète mémoire des hommes získal v roce 2021 Goncourtovu cenu jako vůbec první autor narozený v subsaharské Africe. Je také nejmladším držitelem tohoto ocenění od roku 1976.